# Ла-Мотт
Ла-Мотт (фр. La Motte, англ. Green Island) — приливный остров на юго-восточном побережье Джерси, в приходе Сент-Клемент.
Остров представляет собой большую скалу, вокруг которой группируются малые.
На острове располагаются археологические объекты, в том числе погребальные каирны и миддены эпохи неолита.